# 平沼 (つくばみらい市)
平沼（ひらぬま）は、茨城県つくばみらい市の地名。郵便番号は300-2434。
　

## 地理
つくばみらい市の西部に位置する、小貝川に沿った緑の色濃い地域である。東は小貝川を挟んで下小目、西・南は筒戸・北は小貝川を挟んで鬼長と接している。

## 歴史
1561年（永禄4年）頃開村し、現在に至るまでその地名が用いられている。

### 沿革
- 1561年（永禄4年）頃 下総国相馬郡平沼村を開村。
- 1869年（明治2年）　葛飾県相馬郡平沼村となる。
- 1871年（明治4年） 廃藩置県により印旛県相馬郡平沼村となる。
- 1873年（明治6年） 県の統合により千葉県相馬郡平沼村となる。
- 1875年（明治8年） 境界変更により千葉県から茨城県に移管。茨城県相馬郡平沼村となる。
- 1878年（明治11年） 相馬郡が南相馬郡と北相馬郡に分離し、北相馬郡平沼村となる。
- 1889年（明治22年） 北相馬郡新宿村、筒戸村、寺畑村、杉下村、細代村と合併し、北相馬郡小絹村大字平沼となる。
- 1955年（昭和30年）3月1日 筑波郡谷原村・十和村・福岡村と合併し、筑波郡谷和原村大字平沼となる。
- 2006年（平成18年）3月27日 筑波郡伊奈町と合併・市制施行し、つくばみらい市平沼となる。

## 世帯数と人口
2017年（平成29年）8月1日現在の世帯数と人口は以下の通りである。
| 大字 | 世帯数 | 人口  |
| ---- | ------ | ----- |
| 平沼 | 39世帯 | 100人 |

## 小・中学校の学区
市立小・中学校に通う場合、学区は以下の通りとなる。
| 番地 | 小学校                     | 中学校                     |
| ---- | -------------------------- | -------------------------- |
| 全域 | つくばみらい市立小絹小学校 | つくばみらい市立小絹中学校 |

## 施設
- 平沼公民館